# Helenaea
Helenaea is een geslacht van kevers uit de familie van de loopkevers (Carabidae). De wetenschappelijke naam van het geslacht is voor het eerst geldig gepubliceerd in 1934 door Schatzmayr & Koch.

## Soorten
Het geslacht Helenaea omvat de volgende soorten:
- Helenaea bisignata Baehr, 2003
- Helenaea felixi Deuve, 2007
- Helenaea torretassoi Schatzmayr & Koch, 1934